# Sparisoma
Sparisoma – rodzaj ryb okoniokształtnych z rodziny skarusowatych.

## Klasyfikacja
Gatunki zaliczane do tego rodzaju:
- Sparisoma amplum
- Sparisoma atomarium
- Sparisoma aurofrenatum
- Sparisoma axillare
- Sparisoma choati
- Sparisoma chrysopterum
- Sparisoma cretense – sparysoma kreteńska[3]
- Sparisoma frondosum
- Sparisoma griseorubrum
- Sparisoma radians
- Sparisoma rocha
- Sparisoma rubripinne
- Sparisoma strigatum
- Sparisoma tuiupiranga
- Sparisoma viride – sparysoma szmaragdowa[4]